# Oruzodes unipunctata
Oruzodes unipunctata är en fjärilsart som beskrevs av George Thomas Bethune-Baker 1906. Oruzodes unipunctata ingår i släktet Oruzodes och familjen nattflyn. Inga underarter finns listade i Catalogue of Life.